# بني خيار (مغراوة)
بني خيار هي إحدى مشيخات المملكة المغربية، تتبع جغرافيا لإقليم تازة وإداريًا لمغراوة. يقدر عدد سكانها بـ 10377 نسمة حسب الإحصاء الرسمي للسكان والسكنى لسنة 2004.